# Adrià Ortolà i Vañó
Adrià Ortolà i Vañó (Xàbia, Marina Alta, País Valencià, 20 d'agost de 1993) és un jugador de futbol professional valencià, que juga com a porter a l'En Avant Guingamp.

## Carrera esportiva
Va començar a jugar a futbol en l'equip de la seua localitat natal, el CD Xàbia. Després de passar per les categories benjamí i aleví, el 2005 va fitxar per l'Alacant CF, equip on hi va jugar en la categoria cadet. L'estiu del 2008 va arribar al Vila-real CF. Va arribar a ser convocat amb el primer equip per a jugar contra el Barça B el 5 de gener del 2013, va veure tot el partit des de la banqueta.
Va debutar amb la selecció espanyola sub-19 el 26 de juliol del 2011 contra Turquia. El mes de maig del 2013 es va oficialitzar la seua convocatòria, per part de Julen Lopetegui, amb la selecció de futbol d'Espanya sub-20 per a disputar el mundial de Turquia sub-20.
Després de molts mesos especulant amb la seua possible arribada al filial del Barça, el 9 de juliol del 2013 es va fer oficial el seu fitxatge pel Barça B, va firmar un contracte de tres anys amb una clàusula de rescissió de dotze milions d'euros.
El 30 de novembre del 2013 va debutar amb el filial blaugrana en la Lliga Adelante, va ser en la victòria 1-2 al camp del Córdoba CF.
L'estiu del 2016 es va fer oficial la seua cessió al Deportivo Alavés per una temporada, amb possibilitat d'ampliar-la a una segona. L'Alabès acabava d'ascendir a la Primera divisió.
Després d'un any de cessió al Deportivo Alavés, el 2017 torna a la disciplina del Barça B després de l'ascens d'aquest a la segona divisió. Alternarà aquesta posició al filial amb la de tercer porter del primer equip.